# Andreas Hofer (film 1909)
Andreas Hofer è un cortometraggio muto del 1909 diretto da Rudolf Biebrach e interpretato da Henny Porten. Si conoscono pochi dati del film che è dedicato alla figura di Andreas Hofer, patriota tirolese, fucilato nel 1810.

## Produzione
Il film fu prodotto dalla Messter's Projection GmbH (Berlino).